# Букашки (мультсериал)
«Букашки» (Насекомые, Крохи) (фр. Minuscule) — французский анимационный телесериал студии Futurikon, состоящий из двух сезонов. Первый сезон состоит из четырёх частей, включающих 78 серий длительностью примерно 5 минут каждая. Второй сезон был выпущен в 2012 году и состоит из 6 частей, включающих 98 серий. Сериал транслировался на канале France 2. Главными героями сериала являются различные насекомые, действие серий обычно разворачивается в сельской местности.
В 2013 году по мотивам мультсериала был выпущен полнометражный мультфильм «Букашки. Приключение в Долине муравьёв».
В феврале 2017 года объявлено о начале съёмок второго полнометражного мультфильма Букашки 2: Приключения на Карибах. Выход состоялся 30 января 2019 года во Франции.

## Персонажи мультфильма и их имена
- Пчела Би — маленькая и мохнатая, весьма трудолюбивая.
- Моль Мол — ночное существо, слепа, но отлично летает ориентируясь на слух.
- Божья коровка Ледибаг — на официальном сайте представлена как «Маленький дьявол» и определение ей вполне соответствует. Гиперактивное существо, которое не может спокойно сидеть на месте. Очень быстро летает. Любимое занятие — дразнить других насекомых (чаще всего мух) и потом крайне технично удирать. Однако в то же время она справедлива, умна и всегда готова прийти на помощь любому, кто попал в неприятную ситуацию.
- Муха Флай — никуда не торопится, главная цель в жизни — хорошо и вкусно поесть. Объект охоты пауков и издёвок божьей коровки.
- Муравьи Антс — их много, их очень много и они повсюду. Они живут и в лесах, и в человеческих домах. Делятся на чёрных и рыжих болотных. Первые занимаются полезными делами, собирая всевозможные предметы для хозяйственных нужд, а вторые промышляют разбоем, грабя не только своих чёрных собратьев, но и других букашек.
- Осы Васпс — перемещаются группами, причём со скоростью звука. В одной из серий полетели в космос. Промышляют разбоем.
- Цикады Сикады — любят сидеть на солнце и играть музыку.
- Бабочки Баттерфлайс — переродившиеся гусеницы. Изящны и аристократичны.
- Стрекозы Драгонфлайс — летают, подобно осам, группами и терроризируют окружающих.
- Рыжий паук Ред-Спайдер — плетёт большую паутину и тщетно пытается кого-нибудь поймать. Абсолютно флегматичное существо.
- Саранча Локуст — умеет прыгать на большие расстояния. Соперник божьей коровки по издёвкам. По сравнению с ней отличается большей изобретательностью в этом направлении, но, увы, из-за божьей коровки, всегда становится жертвой собственных проделок.
- Сливовая гусеница Плум Катерпиллар — перед тем, как стать бабочкой, она — живой желудок, и если не спит, то ест.
- Жук-навозник Данг Битл — вечно пытается ухватить шарик побольше, страдает нарциссизмом.
- Сороконожка Сентипид — трусливое создание, но обладающее смекалкой. Подобно чёрным муравьям, любит подбирать разные предметы.
- Комар Москьюто — большой неудачник, не может не попасть в неприятности. Везде стремится сунуть свой нос в прямом смысле слова.
- Чёрный паук Блэк-Спайдер — всегда хладнокровен и упрям, предпочитает жить в домах, вечно неудачно пытается поймать муху. Более сообразителен, чем его рыжий собрат.
- Улитки Снэйилс — любят дождь и капусту.
- Зелёная гусеница Грин Катерпиллар — живёт во фруктах, но встречается и в капусте. Любит и умеет путешествовать на дальние расстояния. По ряду характеристик мало чем уступает сливовой гусенице, отличаясь от неё лишь размером.

## Список серий — 1 сезон

### 1 часть
| №   | Официальное название       | Название на английском             | Название на русском  | Сюжет |
| --- | -------------------------- | ---------------------------------- | -------------------- | --- |
| 1.  | La coccinelle              | The Ladybug                        | Божья коровка        | Божья коровка расправляется с сетью паука при помощи мух. |
| 2.  | Catapulte                  | Catapult                           | Катапульта           | Божья коровка наказывает кузнечика за издевательство над другими насекомыми.                                                                                                 |
| 3.  | Bouse de là                | The Dung Beetle Battle             | Бой жуков-навозников | Жук-навозник решил, что проще украсть готовый шар, чем самому такой слепить. Вот только он не один такой сообразительный.                                                    |
| 4.  | Deux chenilles             | Caterpillars in Pairs              | Две гусеницы         | Две гусеницы родились одновременно. Только одна оказалась крошечной, а вторая — просто огромной.                                                                             |
| 5.  | Fourmis                    | Ants                               | Муравьи              | Муравьи — вечные строители. На сей раз они строят пирамиды из кусочков рафинада.                                                                                             |
| 6.  | Prisonnière                | No Exit                            | Выхода нет           | Чудесное спасение пчелы, залетевшей в дом. |
| 7.  | Rêve d’escargot            | A Snail’s Dream                    | Сон улитки           | Улитки тоже мечтают прокатиться с ветерком. |
| 8.  | Love story                 | Love Story                         | История любви        | Две божьих коровки соревнуются за возможность поухаживать за дамой сердца. Кому она достанется?                                                                              |
| 9.  | Grasse matinée             | Sleeping In                        | Соня                 | Самую сложную работу следует поручить лентяю. Пчёлка успешно подтверждает данный тезис, выполнив всю дневную норму сбора пыльцы за один раз и отправившись досматривать сны. |
| 10. | Top guêpe                  | Wasp Belle                         | Осиные баталии       | Оса давно мечтала долететь до Луны. И однажды пытается проделать это. |
| 11. | La nouille                 | Noodle Battle                      | Операция Лапша       | Неудачей оканчивается попытка мух отобрать друг у друга лапшину: она становится игрушкой паука.                                                                              |
| 12. | Le pont de la rivière Bzzz | The Bridge Over the River Zzzzzeee | Мост над рекой       | Муравьи оказались отрезанными от дома широкой рекой. Но благодаря своему трудолюбию и упорству они найдут способ перебраться.                                                |
| 13. | Zzzeplin                   | Zzzeplin                           | Ц-ц-цепеллин         | Пауку в паутину попал воздушный шар. Вытаскивая его, паук оказывается на нём и становится аэронавтом.                                                                        |
| 14. | Un monde de brutes         | A Cruel World                      | Жестокий мир         | Сороконожка пытается сделать запасы еды. Но гусеница идёт за ней следом и успешно их уничтожает.                                                                             |
| 15. | Coup de vent               | A Gust Of Wind                     | Порыв ветра          | Охота на мух в условиях шквального ветра для пауков чревата опасностями. |
| 16. | Silence                    | Quiet                              | Тишина               | Паучка жутко раздражает капанье воды из незакрытого крана и он пытается его закрыть.                                                                                         |
| 17. | La fourmilière infernale   | Infernal Anthill                   | Адский муравейник    | Два отряда муравьев соревнуются в архитектуре муравейников. |
| 18. | La bonne éducation         | The Good Education                 | Хорошее образование  | Божья коровка воспитывает детей. Она рассказывает им об окружающем мире, учит дразнить сенокосца и мух. Дети завели мух в тупик и божья коровка с ними полетела дальше       |
| 19. | Rêve de chenille           | Caterpillar Dream                  | Мечта гусеницы       | Гусеница всю жизнь мечтала пролететь со стрекозами рядом. Но после превращения в бабочку у неё есть шанс осуществить мечту.                                                  |
| 20. | Chewing gum                | Chewing Gum                        | Жвачка               | Массу неприятностей может причинить насекомым кусочек жевательной резинки.                                                                                                   |

### 2 часть
| №   | Официальное название                               | Название на английском                      | Название на русском                 | Сюжет |
| --- | -------------------------------------------------- | ------------------------------------------- | ----------------------------------- | --- |
| 1.  | Libellules                                         | Dragonflies                                 | Стрекозы                            | Божья коровка вызывает на гонки стаю стрекоз. |
| 2.  | Cigale do brazil                                   | Cicada Do Brazil                            | Цикада из Бразилии                  | Что будет, если цикада при рождении слушала ритмичную музыку? Тяжело быть меломаном. |
| 3.  | Hoquet                                             | Hiccups                                     | Икота                               | История икающего кузнечика. |
| 4.  | Tomate cerise                                      | Cherry Tomato                               | Помидорка-черри                     | Муха нашла помидор и пытается дотащить его домой. На беду повстречалась ей божья коровка, которая не может спокойно пролететь мимо.                                                                    |
| 5.  | Sans coquille                                      | Shell Less                                  | Бездомная                           | Гусеница принимает улитку за свою мать. Однако и рождённый ползать может взлететь. |
| 6.  | Bananes                                            | Bananas                                     | Бананы                              | Ну не нравится муравью носить сахар как все. Он пробует дотащить банан. Вот только бананы даже для муравья с его силой оказываются непосильной ношей.                                                  |
| 7.  | Les vers sont dans la pomme                        | The Apple Of Concord                        | Яблоко согласия                     | Романтическая история двух зелёных гусениц, живущих в яблоках. |
| 8.  | Le convoi                                          | Convoy                                      | Конвой                              | Оказывается, пчёлы — не самые трудолюбивые насекомые. Зачем собирать пыльцу, когда можно попросту украсть у людей готовый мёд?                                                                         |
| 9.  | Bouse au carré                                     | Dung Beetle Blues                           | Блюз навозного жука                 | История жука-навозника, у которого не получается скатывать шары. |
| 10. | Fourmis à la noix                                  | Shellproof Nut                              | Добраться до ядрышка                | Муравьи нашли грецкий орех и пытаются его расколоть, используя шар для петанка. Но когда им удаётся добиться своего, выясняется, что орех пустой — в нём оказалась гусеница, которая съела ядро ореха. |
| 11. | Hyperactive                                        | Hyperactive                                 | Слишком шустрый                     | Гиперактивной божьей коровке снова на месте не сидится, она донимает всех попадающихся ей на глаза. |
| 12. | Le moustique                                       | The Mosquito                                | Комарик                             | Приключения комара-неудачника. |
| 13. | Salade                                             | Lettuce                                     | История с салатом                   | Борьба за продовольствие между гусеницей и улиткой. |
| 14. | Il pleut il mouille c’est la fête à l’escargouille | It Never Rains But It Pours                 | Дожди и ливни                       | Улитки очень любят дождь. И если он не приходит, они найдут его сами. |
| 15. | A fond la caisse                                   | Insect High Velocity                        | Высокие скорости                    | Очередная гонка между насекомыми. На сей раз в противоборство вступили стрекоза и оса. Кто победит? |
| 16. | Pique nique                                        | Picnic                                      | Пикник                              | Паук пытается поймать муху, которая, как ему кажется, удачно оказалась накрыта стаканом. |
| 17. | Une nuit dehors                                    | A Bee’s Night Out                           | Ночь на свободе                     | Маленькая пчёлка задержалась на сборе пыльцы и не смогла вернуться на ночь в родной улей. |
| 18. | Tire au flanc                                      | Goofing Off                                 | Лентяй                              | Нашёлся в большой семье муравей, который не хочет работать, а хочет поспать. Лучше его не заставлять таскать тяжести.                                                                                  |
| 19. | Ventilo                                            | Windswept                                   | По воле ветра                       | Паук в очередной раз пытается поймать муху. На сей раз ему мешает работающий вентилятор. |
| 20. | La chenille qui voulait voir la mer                | The Caterpillar Who Wanted to See the Ocean | Гусеница, которая мечтала об океане | Зелёная гусеница увидела в газете фотографию берега моря, и отправляется на место увидеть всё своими глазами.                                                                                          |

### 3 часть
| №   | Официальное название                    | Название на английском                   | Название на русском                      | Сюжет |
| --- | --------------------------------------- | ---------------------------------------- | ---------------------------------------- | --- |
| 1.  | La bonne graine                         | The Right Seed                           | То самое зёрнышко                        | На что только ни готовы пойти божьи коровки, чтобы только добиться внимания дамы сердца. Готовы даже что-нибудь вырастить. |
| 2.  | La chenille et le ruisseau              | The Caterpillar and the Brook            | Гусеница у ручья                         | Зелёной гусенице приходится преодолеть массу препятствий, пройти леса и реки только для того, чтобы вкусно пообедать. Но какое разочарование её ожидает впереди… |
| 3.  | Un radiateur pour deux                  | The Winter of Our Discontent             | Зима наших досад                         | Очередное противостояние мухи и чёрного паучка. На сей раз с использованием обогревателя, что приводит к плачевным последствиям для обоих. |
| 4.  | Patrouille de bzzz                      | The Zzzzz Patrol                         | Осиный патруль                           | Божья коровка хотела тихо поспать, но пролетавшая стая ос ей помешала. Их ждёт расплата. |
| 5.  | Le chant des cigales                    | Cicada’s Song                            | Песня цикады                             | Уже известный ленивый муравей вновь не хочет трудиться. На сей раз он хочет уподобиться цикадам. |
| 6.  | Petit trouillard                        | Cowardly Coward                          | Трусишка                                 | Про сороконожку, которая боялась переходить дорогу. |
| 7.  | Escargot qui roule n’amasse pas mousse  | A Rolling Snail Gathers No Moss          | Непоседы                                 | Чем развлекаются улитки ночью на детской площадке. |
| 8.  | L’attaque de la sucette rose            | The Quest For The Pink Lollipop          | Поход за леденцом                        | Как разделить один чупа-чупс между мухами и муравьями. |
| 9.  | L’heure de la sieste                    | Nap Time                                 | Сиеста                                   | Цикада постоянно прерывает послеобеденный сон божьей коровки. Ночью её ждет расплата. |
| 10. | Moche                                   | Ugly                                     | Некрасивый                               | «Не родись красивой» в исполнении бабочек. |
| 11. | Petit repas entre mouches               | The Last Supper                          | Последний ужин                           | Божья коровка очередной раз пытается раздразнить мух. Однако те слишком объелись и не так-то легко их расшевелить. |
| 12. | Narcisso                                | Narcissus                                | Нарцисс                                  | Про жука-навозника и зеркало |
| 13. | Coccinelles                             | Ladybugs                                 | Божьи коровки и стрекозы                 | Божья коровка снова дразнит стрекоз. Но на этот раз она не одна. |
| 14. | Le totem                                | Totem                                    | Тотем                                    | Муравьи нашли мобильный телефон и поклоняются ему как божеству, принимая его звон за речь высших сил. Да вот только они не знают, что телефоны периодически нуждаются в подзарядке… |
| 15. | L'évasion                               | The Escapist                             | Побег                                    | О том, как мухам удается сбежать от рыжего паука. |
| 16. | Tenace                                  | The Persevering One                      | Несгибаемая                              | Чёрный паучок снова пытается поймать муху. |
| 17. | Pas de chance                           | No Luck                                  | Неудача                                  | За окном зима, идёт снег. Одни зверушки впали в спячку, а другие приспособили для жизни человеческие жилища. И пока мы заняты своими делами, насекомые творят всё, что им вздумается. Правда, желаний у них не так уж и много: поесть, поспать, продолжить род. Паучок, живущий на кухне, не может отдыхать или искать подругу до тех пор, пока не наестся. А тут, к счастью (или на беду), на люстру уселась жирненькая муха. Вы, конечно, догадались, что все усилия окажутся напрасными. Ну сколько можно, вредные режиссёры? Дайте паучку хотя бы раз в жизни покушать! |
| 18. | King size camembert                     | King Size Camembert                      | Ломоть сыра                              | Приключения на кухне продолжаются. Муха решила отвлечься от закупоренной бутылки с чем-то сладким и обратила своё пристальное внимание на огромный кусочек сыра. Пока ей невдомек, что в это время на неё обратил внимание кто-то другой. Более того, поесть хочет не только муха. И пока она думает, что сыр — еда. Кто-то другой думает, что еда — муха. Вы, наверняка, уже догадались — речь идет о пауке. Ох, как же его жалко. Похоже, муха просто-напросто издевается над его нелепыми попытками. А может, ей кажется, что это игра.                                  |
| 19. | Chenille des villes papillon des champs | City Caterpillar Butterfly Of The Fields | Городская гусеница и деревенские бабочки | Зелёная гусеница путешествует за город, чтобы там стать бабочкой. |

### 4 часть
| №   | Официальное название       | Название на английском     | Название на русском  | Сюжет |
| --- | -------------------------- | -------------------------- | -------------------- | --- |
| 1.  | À tes souhaits             | Bless You                  | Будь здоров!         | Пауку и так непросто поймать муху, а уж если он ещё вдобавок простыл и непрерывно чихает…                                                                                                 |
| 2.  | Mon beau sapin             | O Tannenbaum               | Моя красивая ёлка    | Очередной эпизод в бесконечном противостоянии мухи и паучка. На сей раз в новогоднем антураже.                                                                                            |
| 3.  | Top départ                 | On Your Mark, Get Set, Go! | Топ-старт            | Впервые! Настоящие гонки! В заезде принимают участие божья коровка, стрекоза, пчела, оса, муха, улитка. Кто победит?                                                                      |
| 4.  | Mouche bizarre             | Something’s Weird Fly      | Странная муха        | Муху случайно настиг удар коровьего хвоста и у неё несколько повредился рассудок. Теперь она ничего не боится, и готова отомстить всем за прошлые обиды, невзирая на размеры обидчика.    |
| 5.  | Torpedo                    | Torpedo                    | Торпедо              | На что способен комар, отведавший горчицы? А съевший острого перца? |
| 6.  | Toiles d’intérieur         | Interior Cobwebs           | Плетёный интерьер    | Зима, голодно и холодно. У пауков от голода давно урчит в животе. Один рискнул, и попробовал поймать муху в ловушку. Кто кого на этот раз?                                                |
| 7.  | L’union fait la force      | United We Stand            | Вместе — сила!       | Весьма необычная погоня, когда за божьей коровкой гоняется пластиковая бутылка. |
| 8.  | Un après-midi de moustique | A Mosquito Day Afternoon   | Послеобеденный комар | Вечно невезучий комар и на сей раз оправдает наши ожидания. Теперь источником его неприятностей послужат проигрыватель грампластинок, апельсин и, что самое страшное, банка мёда.         |
| 9.  | Grosse mouche bleue        | Horsefly                   | Большая синяя муха   | Неугомонная божья коровка вновь донимает остальных насекомых. Мухи не выдерживают и вызывают на разборки действительно БОЛЬШУЮ МУХУ. Поможет или нет?                                     |
| 10. | Pot de colle               | Leech                      | Прилипала            | Что-то повредилось в голове у улитки. Теперь божью коровку она видит другой улиткой, а настоящая улитка выглядит для неё, как божья коровка. Сколько неудобств всем это принесёт.         |
| 11. | La conserve                | Out Of A Tin Can           | Консервная банка     | После очередного раунда в борьбе мухи и паучка, последний оказывается посреди реки без средств выбраться на берег. Но муха смилостивилась и решила помочь сопернику. К чему это приведёт? |
| 12. | Nuit blanche               | Sleepless Night            | Белая ночь           | Ночью спят все… кроме моли. И угораздило же одну из них влюбиться в дневную бабочку. С такими разными режимами дня суждено ли им быть вместе?                                             |
| 13. | Mouche folle               | Mad Fly                    | Безумная муха        | После очередного сильного удара по голове муха решила пошуметь в городке. И это ей вполне удаётся.                                                                                        |
| 14. | Poule mouillee             | Loud and Soft              | «Мокрая курица»      | Сороконожка никак не найдёт себе подходящий дом: и безопасный и уютный. Наконец она находит подходящее местечко, но оно оказывается занятым.                                              |
| 15. | La horde sauvage           | The Wild Bunch             | Дикая орда           | На сей раз божьей коровке противостоят целые полчища мух. Впрочем, всегда можно попробовать стравить их с такими же большими полчищами пчёл.                                              |
| 16. | Halloween parano           | Halloween Paranoid         | Истерия на Хэллоуин  | Неудачно выбранное место для ночлега приводит, однако, к тому, что трусливую сороконожку теперь боятся все. Особенно она сама при виде собственного отражения.                            |
| 17. | Hop                        | Jump Jump Jump             | Прыг-скок            | Два кузнечика в ходе выяснения того, кто выше прыгнет, прыгают так высоко, что попадают в серьёзные неприятности.                                                                         |
| 18. | Fourmi rose                | Rosy                       | Розовый муравей      | Ну не нравится муравью таскать листья, ну нравится ему розовый цвет? Так что же, его и домой не пускать из-за этого?                                                                      |
| 19. | C’est noël                 | Come Christmas             | Вот такое Рождество  | Зима. Замёрзший комар вновь попадает во всякие приключения. Но в Рождество случаются чудеса и всё заканчивается идеально.                                                                 |

## Список серий — 2 сезон[1]

### 1 часть
| №   | Официальное название                        |
| --- | ------------------------------------------- |
| 1.  | Sans élytres                                |
| 2.  | Poursuite chez multiprix                    |
| 3.  | Bzzapping                                   |
| 4.  | Pomme de Noël                               |
| 5.  | Canailles                                   |
| 6.  | Araignées des abysses                       |
| 7.  | En voiture Simone                           |
| 8.  | Purée de pois                               |
| 9.  | Araignée au volant, catastrophe au tournant |
| 10. | La sauterelle qui ne savait pas sauter      |
| 11. | Microzondes                                 |
| 12. | Ivre de vitesse                             |
| 13. | Le monstre du marais hanté                  |
| 14. | À toute berzingue                           |
| 15. | La nuit des gastéropodes                    |
| 16. | La toile infernale                          |
| 17. | Patatas fritas                              |
| 18. | La saison des glands                        |
| 19. | Topinambourg                                |
| 20. | Mad Mouche                                  |
| 21. | Bûche de noël                               |
| 22. | Monstre de fer                              |
| 23. | L’effet papillon                            |
| 24. | Tapette                                     |
| 25. | Rira bien qui rira le dernier               |

### 2 часть
| №   | Официальное название                |
| --- | ----------------------------------- |
| 1.  | Dans une cheminée                   |
| 2.  | Chasse à mouche                     |
| 3.  | Saucisse prédator                   |
| 4.  | Comme un boulet de canon            |
| 5.  | La longue route                     |
| 6.  | Fille unique                        |
| 7.  | 220 volts                           |
| 8.  | Histoire vache                      |
| 9.  | Ruse à la noix                      |
| 10. | Mouche à miel                       |
| 11. | Saint Valentin                      |
| 12. | Qui sème le vent récolte la tempète |
| 13. | Haute voltige                       |
| 14. | Sans abri                           |
| 15. | Plante verte à loyer modéré         |
| 16. | Glue                                |
| 17. | Assoiffé                            |
| 18. | Chapeau de la méduse                |
| 19. | Chewing-gum rodéo                   |
| 20. | Deux petits pois deux mesures       |
| 21. | Un voisin bien gênant               |
| 22. | Opération merguez                   |
| 23. | Têtue                               |
| 24. | Horizontoile                        |

### 3 часть
| №   | Официальное название          |
| --- | ----------------------------- |
| 1.  | 12 escargots en colere        |
| 2.  | La fourmi sifflera trois fois |
| 3.  | Cauchemar du papillon         |
| 4.  | Coup de balais                |
| 5.  | Règlement de compte           |
| 6.  | Allez les bleus !             |
| 7.  | Chapeau de sable              |
| 8.  | La mouche magique             |
| 9.  | Moustique des Caraïbes        |
| 10. | Mouche à neige                |
| 11. | Plein Gaz                     |
| 12. | Fourmi on the rocks           |
| 13. | Pollution                     |
| 14. | Pris au piège                 |
| 15. | Frigo                         |
| 16. | Noël aux chandelles           |
| 17. | Ex æquo                       |
| 18. | Somnambule                    |
| 19. | Labyrinthe Labyrinth          |
| 20. | Le beignet                    |
| 21. | Métamorphose                  |
| 22. | Le drapeau noir flotte        |
| 23. | Top tobasco                   |
| 24. | L’artiste                     |

## Особенности
Особенностью видеоряда является 3D-анимация, наложенная непосредственно на натурные съёмки. Полное отсутствие диалогов в сериале делает его доступным любой аудитории без перевода или дублирования.
В мультфильмах отсутствуют сцены насилия (за исключением несчастных случаев, происходящих в основном по вине самих персонажей).
В мультфильмах городской шум звучит как абракадабра, без привязки к какому-либо языку. Надписи на пачках, бутылках и т. п. тоже преимущественно бессмысленны. Концовка каждого эпизода сопровождается небольшой музыкальной композицией.
Лишь названия серий (и титры) написаны на французском языке (язык страны производства) или на английском (для зарубежного проката).

## Производство
Производством сериала занимается французская телекомпания Futurikon, премьерный показ состоялся на канале «France 2» 25 октября 2006 года. На конец мая 2008 года вышло уже 78 серий, каждая из которых является самостоятельным произведением с собственным сюжетом.
У сериала существует так же полнометражный фильм «Букашки. Приключение в Долине муравьёв» (2013). Премьера в Российской Федерации состоялась 1 мая 2014 года. Фильм рассказывает о том, как чёрные муравьи доставляют в муравейник найденную коробку сахара, попутно обороняя её от отряда красных муравьёв. Конфликт перерастает в полномасштабную войну и осаду муравейника, но проблему помогает решить божья коровка, которую муравьи нашли в коробке и с которой быстро подружились.
Авторами сериала являются Элен Жиро и Тома Сабо, Филипп Деларю — продюсер сериала. Композитор — Эрве Лавандье.

## Релизы
22 марта 2007 года во Франции в продаже появились 3 DVD-диска с сериями мультфильма. Четвёртый диск в продаже появился 4 сентября 2007 года.